# Umber View Heights
Umber View Heights és una població dels Estats Units a l'estat de Missouri. Segons el cens del 2000 tenia 52 habitants.

## Demografia
Segons el cens del 2000, Umber View Heights tenia 52 habitants, 25 habitatges, i 18 famílies. La densitat de població era de 286,8 habitants per km².
Dels 25 habitatges en un 16% hi vivien nens de menys de 18 anys, en un 72% hi vivien parelles casades, en un 0% dones solteres, i en un 28% no eren unitats familiars. En el 24% dels habitatges hi vivien persones soles el 12% de les quals corresponia a persones de 65 anys o més que vivien soles. El nombre mitjà de persones vivint en cada habitatge era de 2,08 i el nombre mitjà de persones que vivien en cada família era de 2,39.
Per edats la població es repartia de la següent manera: un 15,4% tenia menys de 18 anys, un 0% entre 18 i 24, un 23,1% entre 25 i 44, un 25% de 45 a 60 i un 36,5% 65 anys o més.
L'edat mediana era de 54 anys. Per cada 100 dones de 18 o més anys hi havia 109,5 homes.
La renda mediana per habitatge era de 36.563 $ i la renda mediana per família de 41.250 $. Els homes tenien una renda mediana de 22.917 $ mentre que les dones 24.375 $. La renda per capita de la població era de 18.050 $. Entorn del 6,3% de les famílies i el 10,9% de la població estaven per davall del llindar de pobresa.

## Poblacions més properes
El següent diagrama mostra les poblacions més properes.